# Steinbruch Eckartsberg
Der Steinbruch Eckartsberg ist ein ehemaliger Basaltbruch am Schleekretscham Eckartsberg in der Gemeinde Mittelherwigsdorf unweit der Stadt Zittau.
Um 1900 begann man hier Basalt für den Straßenbau zu gewinnen. Das mürbe Gestein erwies sich  als nur bedingt verwendbar, weil es sich um als Pflastermaterial und für die Schottergewinnung ungeeigneten Sonnenbrennerbasalt handelte. Der Abbau wurde darauf eingestellt und der Steinbruch geflutet.

## Tauchen im Steinbruch
Der Steinbruch Eckartsberg dient als Gewässer für Taucher, da er über große Fisch-, Pflanzen- und Muschelbestände verfügt. Besondere Attraktionen sind ein Autowrack von 1945 und eine Unterwasserstation aus dem Jahr 1999.
Der Steinbruch wird sowohl von einer Tauchschule als auch vom Tauchclub Zittau e.V. genutzt. Eine Tauchbasis mit einer Füllstation sind vorhanden. Anmeldung bzw. Genehmigung für Tauchgänge ist erforderlich.

## Flora und Fauna
Das Gewässer bietet großen Fischreichtum an Spiegel- und Lederkarpfen, Barschen, Moderlieschen, Plötzen und Goldorfen, sowie Karauschen. Vereinzelt trifft man auf Hechte, Welse und Aale, aber auch Amerikanische Flusskrebse. In Ufernähe wachsen vorwiegend Tausendblatt, Hahnenfuß und Laichkrautgewächse.